# Centres de santé féministes
 (juin 2025).
Les centres de santé féministes sont des centres médicaux qui fournissent des soins gynécologiques. Ils sont indépendants et à but non lucratif.
De nombreux centres de santé féministes ont été créés dans les années 1970 comme faisant partie du « women’s health movement » aux États-Unis. Le but lors de la création de ces centres était de proposer une alternative aux offres de soins déjà présentes, augmenter l’accès aux informations gynécologiques et aux services pour les femmes sans distinction de race, de classe, d’orientation sexuelle ou de moyens.

## Différences avec les cliniques classiques
Bien que la plupart des centres de soins féministes permettent aux femmes d’avorter, tous ne le permettent pas. Par exemple, c’est le cas pour le centre de Chicago qui est en accord avec les principes d’aide, d’informations sur le consentement et de lutte pour l’accès aux soins pour tous mais qui ne permet pas aux femmes d’avorter. À l’inverse, tous les centres permettant l’avortement ne sont pas des centres de santé féministes; en fait, la plupart ne le sont pas, d’autant plus que la plupart des centres de soins pour femmes ne sont pas féministes.
Le « women’s health movement » a permis de changer l’offre de soin dominante de plusieurs façons, notamment en rendant obligatoire la pratique du consentement et à aussi instaurer la discussion des différentes options de traitements possibles,. De ce fait, des pratiques de ces centres qui étaient avant considérées comme radicales sont devenues à travers le pays des routines lors des consultations. Cependant, les centres féministes continuent de se distinguer des centres de soins classiques de différentes façons.
Les centres de soins féministes continuent de voir le soin comme un problème politique, ils pensent que les progrès concernant la santé des femmes ne viendront pas seulement grâce à des avancées médicales, mais également grâce aux avancées de la société contre les injustices et les inégalités. Les centres de santé féministes font face aux sujets controversés, incluant l’avortement que la plupart des centres permettent, comme étant un point critique de la compréhension du soin de santé des femmes.
De plus, les centres de santé féministes s’engagent à atteindre les populations défavorisées, ce qui n’est pas le cas pour d’autres offres de soin de santé. Ils proposent leurs services aux minorités, aux immigrants, réfugiés, à la communauté LGBTQI et aux personnes sans assurances. Pour le permettre, ils proposent des tarifs réduits pour leurs services et offrent des soins gratuits pour les personnes ne pouvant pas les payer. En plus de permettre l’accès aux soins à ces populations défavorisées, les centres de santé féministes essaient de fournir un soin respectueux et délicat, en prenant en compte les différences de santé présentes dans les populations défavorisées et adaptent leurs services selon les besoins des communautés avec lesquelles ils travaillent.